# Formatge ratllat

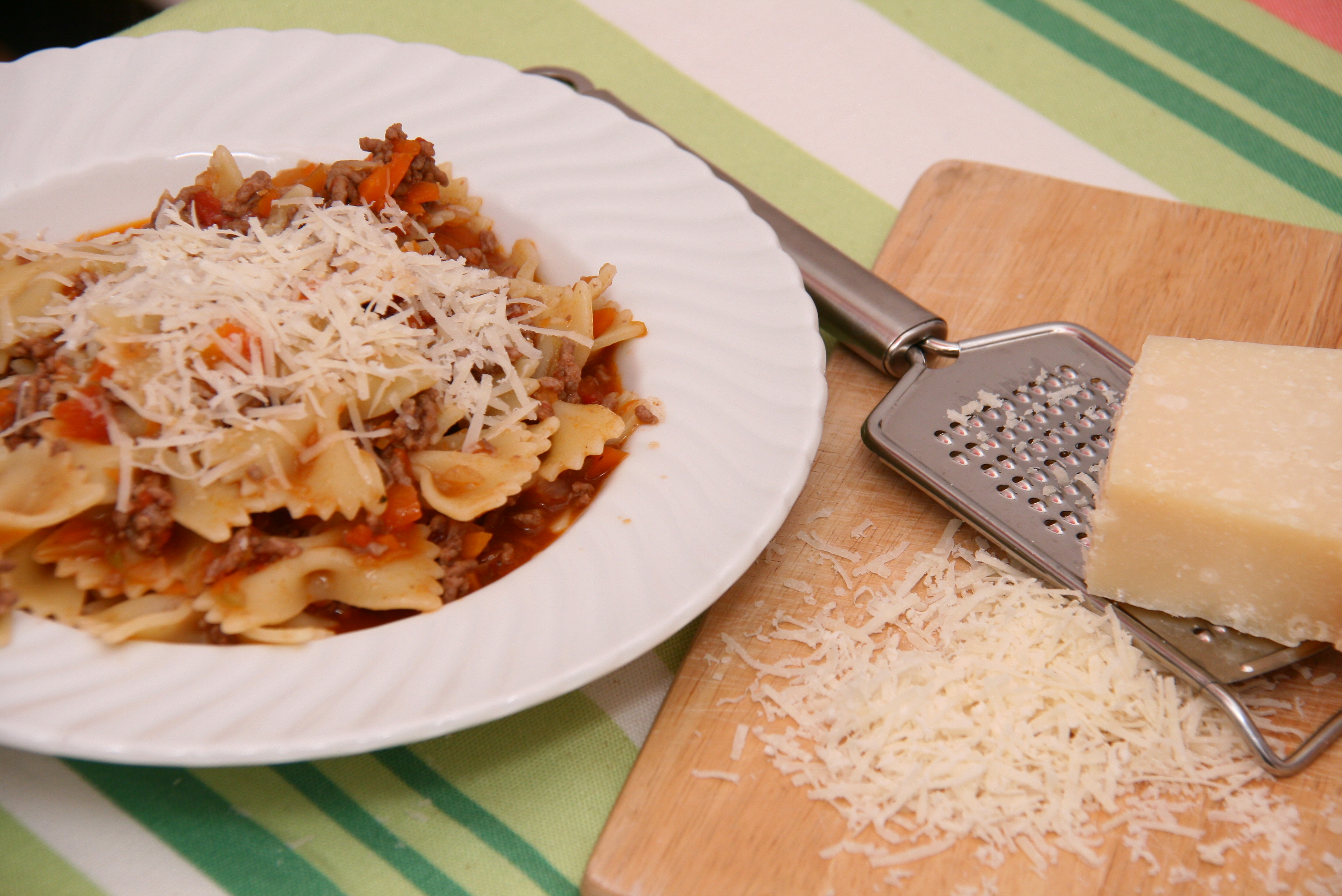
Plat de pasta amb salsa bolonyesa y formatge rallat per sobre.

Es denomina formatge ratllat (en italià: formaggio grattugiato) el producte que s'obté a partir del ratllament d'una peça de formatge en general de parmesà. Pot ser comprat ja ratllat de fàbrica i degudament empaquetat com així també fer-ho de forma casolana valent-se d'un ratllador. Algunes vegades s'elabora el formatge ratllat a fi que funda millor i recobreixi en estat líquid un aliment. En alguns casos el formatge ratllat s'utilitza per donar una decoració final a un plat.

## Formatges ratllats
Habitualment acostumen a emprar-se diferents formatges ratllats, quasi tots ells emprats pel seu gran aroma i gust: 
- Cheshire
- Parmesà
- Cheddar
- Formatge edam
- Pecorino romà

## Utilitzacions
És un ingredient molt emprat a les cuines internacionals de tot el món, es pot veure com s'associa per regla general a la cuina italiana on apareix tradicionalment associat a la lasagna -és l'última capa gratinada que per regla general es presenta dura i daurada als comensals- i els nyoquis o fins i tot els plats de pasta als quals se n'acostuma a afegir parmesà per regla general de fort aroma. El formatge ratllat s'afegeix finalment als risottos. És un dels ingredients històrics de la pizza. En resquills -que no és precisament ratllat- s'utilitza a l'elaboració de carpaccios de carn crua tallada molt fina.
A la cuina francesa s'utilitza per decorar sopes com la bouillabaisse. En aquesta cuina s'utilitza com a condiment o com a decoració final mentre s'emplaten i es decoren els plats. A la cuina mexicana es col·loca freqüentment el formatge ratllat a l'elaboració de diversos plats i així es pot veure a les fajites, les quesadillas, o diverses sopes.